# Distrikt Chalamarca
Der Distrikt Chalamarca liegt in der Provinz Chota in der Region Cajamarca in Nordwest-Peru. Er hat eine Fläche von 177 km². Beim Zensus 2017 wurden 9788 Einwohner gezählt. 10 Jahre zuvor lag die Einwohnerzahl bei 10.539. Sitz der Distriktverwaltung ist die 2658 m hoch gelegene Ortschaft Chalamarca mit 764 Einwohnern (Stand 2017). Chalamarca liegt 20 km ostnordöstlich der Provinzhauptstadt Chota.

## Geographische Lage
Der Distrikt Chalamarca liegt in der peruanischen Westkordillere im Südosten der Provinz Chota. Der Fluss Río Llaucano, der rechte Quellfluss des Río Silaco, fließt entlang der östlichen Distriktgrenze nach Norden.
Der Distrikt Chalamarca grenzt im Südosten an den Distrikt Chota, im Westen an den Distrikt Conchán, im Norden an den Distrikt Tacabamba, im Nordosten an den Distrikt Chadín, im Osten an den Distrikt Paccha sowie im Süden an den Distrikt Bambamarca.

## Geschichte
Der Distrikt wurde am 23. Mai 1995 aus Teilen des Distrikts Paccha gebildet. Seit 2003 besteht in Chalamarca eine Berufsschule (Instituto de Educación Superior Tecnológico).